# Zaeeropsis lepida
Zaeeropsis lepida är en skalbaggsart som först beskrevs av Ernst Friedrich Germar 1848.  Zaeeropsis lepida ingår i släktet Zaeeropsis och familjen långhorningar. Inga underarter finns listade i Catalogue of Life.